# Daniel Yvinec
Pour les articles homonymes, voir Yvinec.
Daniel Yvinec, né le 4 avril 1963 à Vannes, est un contrebassiste, multi-instrumentiste et réalisateur artistique français.
Il a collaboré avec David Sylvian, John Cale, Suzanne Vega, Salif Keita, Cheb Mami, Dead Can Dance, Ryuichi Sakamoto, Tania Maria, André Minvielle, Andy Bey, Maceo Parker, Brisa Roché, Yael Naim, Paul Motian, Mark Turner, Mark Murphy, Pierrick Pedron, Marianne Feder, Gil Goldstein et produit de nombreux albums pour Universal, Bmg, label Bleu, Bee Jazz, Blue Note…

## Biographie
Il publie 7 albums en leader, dont Recycling The Future (BMG), New Morning (BMG), Wonderful World, The Lost Crooners, Chansons sous les bombes (Bee Jazz/Abeille).
Il dirige l'Orchestre national de jazz de septembre 2008 à décembre 2013, succédant au vibraphoniste Franck Tortiller. Pendant son mandat, l'Orchestre national de jazz sort 4 albums, Around Robert Wyatt en 2009, Shut Up And Dance, en 2010,  Piazzolla!  en 2012, et The Party en 2014.
Il assure la direction artistique de multiples projets discographiques dont deux albums de Pierrick Pédron et deux albums de Clovis Nicolas. Il produit également les disques de Thomas Curbillon, Serge Merlaud, Camille Bertault, Vincent Artaud, Ben l'Oncle Soul, Grazzia Giu, Robin Mansanti.
Radio France lui offre une carte blanche autour de Nino Rota, aboutissant à la diffusion sur France Inter d'un concert au Studio 105 réunissant Erik Truffaz, Piers Faccini, Ophélie Gaillard, Paul Meyer, Irène Jacob, Thomas de Pourquery, Benoît Delbecq, Steve Arguelles, Kevin Seddiki et Lionel Suarez.
Il est sollicité comme  directeur artistique d'un projet autour de David Bowie à l'initiative du Rhino Jazz festival, il y travaille avec le Blackstar Band (Donny McCaslin, Jason Lindner, Tim Lefebvre, Mark Guiliana), Vincent Artaud (Bowie Symphonic), Sandra Nkaké… Il collabore régulièrement avec le multi-instrumentiste new-yorkais Michael Leonhart.
Il travaille également en tant que superviseur musical pour la société de production Xilam Animation, studio majeur de l'animation européenne.
Il est membre de l'Académie Charles-Cros, de l'Académie du jazz et des Victoires du jazz.
Il écrit régulièrement sur la musique dans Jazz Magazine ou Muziq, et publie quotidiennement sur les réseaux sociaux sous le nom de Yvinec/The Music Whistleblower des critiques de disques en anglais, extraits de sa collection.

## Discographie
- 2002 : Recycling the Future - BMG
- 2004 : New Morning - BMG
- 2004 : Chansons sous les bombes, en trio avec Guillaume de Chassy et André Minvielle, Bee Jazz
- 2005 : Wonderful world, en duo avec Guillaume de Chassy, Bee Jazz
- 2007 : The Lost Crooners Bee Jazz
- 2009 : Songs From The Last Century, en duo avec Guillaume de Chassy, Bee Jazz
- 2009 : Around Robert Wyatt (avec l'Orchestre national de jazz), Bee Jazz
- 2011 : Shut Up And Dance (avec l'Orchestre national de jazz), Bee Jazz
- 2012 : Piazzolla! (avec l'Orchestre national de jazz), Jazz Village
- 2014 : The Party, (avec l'Orchestre national de jazz), Jazz Village